# 黃品蓁
黃品蓁（1989年11月6日—）為前臺灣女子籃球運動員，場上位置為前鋒。
黃品蓁從小經常打籃球到天黑，國中一年級身高已有172公分的黃品蓁在媽媽詢問下進入七賢國中就讀，黃品蓁的中鋒動作由直屬學姐楊淑淨教導。黃品蓁就讀海山高中一年級時抱走HBL新人后頭銜，高中三年來球隊蟬聯HBL女子組三年冠軍，高中畢業後進入國立臺灣師範大學就讀，經歷過球隊UBA三連后時期，WSBL生涯最初兩個球季黃品蓁效力於電信女籃，之後轉隊到國泰女籃，2015年與國泰女籃的合約到期後投入首屆WCBA選秀，於首輪第一順位獲得河南女籃指名，菜鳥球季黃品蓁場均上場35.4分鐘，繳出16.8分，5.1籃板、2.5助攻、2.8抄截的成績，奪得WCBA抄截后，在WCBA黃品蓁效力過河南女籃、新疆女籃、河北女籃以及四川女籃四支球隊，2021年10月加盟台元女籃。2024年7月宣布高掛球鞋轉任教練。

## 個人生活
2011年10月2日，黃品蓁酒後幫鄭慧芸移車時遭到警方攔查，警方要求酒測時黃品蓁躲進附近餐廳的廁所近40分鐘，最終才接受了酒測，酒測值為0.48，被警方開出新臺幣3萬4500元罰單並當場扣車。
2021年11月6日，黃品蓁在生日當天與同性髮型師美娜登記結婚。

## 外部連結
- 黃品蓁在fiba.basketball（英语）
- 黃品蓁在archive.fiba.com（archived）（英语）
- 黃品蓁在Eurobasket.com（球員）（英语）
- 黃品蓁在Eurobasket.com（球員）（英语）